# Guitar Hero: On Tour
Guitar Hero: On Tour is een muziekspel voor de Nintendo DS, gebaseerd op de reeks van Guitar Hero-spellen. Het spel werd ontwikkeld door Vicarious Visions en gepubliceerd door RedOctane en Activision.
On Tour werd door recensenten verschillend beoordeeld. Velen hadden kritiek op de "Guitar Grip" voor het spel. Het spel brak in de week dat het werd uitgebracht alle verkooprecords van Activision.

## Gameplay
Net als bij andere Guitar Hero-spellen draait alles om het meespelen van muzieknummers op een gitaar/controller. In plaats van het normale gitaar-spelbesturingsapparaat dat in de vorige spellen werd gebruikt, bevat On Tour een nieuw spelbesturingsapparaat genaamd de "Guitar Grip". Deze kan op de Game Boy Advance-poort van zowel de Nintendo DS als DS Lite worden aangesloten.
De gameplay is in grote lijnen gelijk aan die in vorige Guitar Hero-spellen. Voor het spel worden vier knoppen gebruikt in plaats van de gebruikelijke vijf. Daarnaast zijn op het touchscreen(het onderste scherm) virtuele snaren te zien die met de vingers kunnen worden "getokkeld"
Het spel kent voor de singleplayermodus een Career Mode, waarin de speler kan kiezen uit zes verschillende personages: Axel Steel, Judy Nails, Pandora en Johnny Napalm, alle afkomstig uit vorige Guitar Herospellen, met als nieuwe personages Gunner Jaxon en Memphis Rose. Het voltooien van de Career Mode ontsluit meer opties voor het spel. De multiplayermodus bevat onder andere concepten uit Guitar Hero III: Legends of Rock, zoals de "Battle Mode".

## Ontwikkeling
Het werk aan een Nintendo DS-versie van Guitar Hero begon begin 2007, maar het spel werd pas in september 2007 officieel aangekondigd. De eerste zes maanden van de ontwikkeling van het spel waren vooral bedoeld om de nieuwe software uit te testen en te kijken wat de beste besturing voor het spel was. Er werden meer dan 20 verschillende combinaties van software en hardware uitgeprobeerd.
Tijdens een conferentie op 8 mei 2008 maakte Activision bekend dat het spel zowel als individueel spel verkocht zou worden als in een bundel met de DS-hardware. In Noord-Amerika bracht Nintendo een bundel uit met daarin Guitar Hero: On Tour en een zilver-zwarte versie van de Nintendo DS Lite.

## Soundtrack
Guitar Hero: On Tour bevat twee verschillende tracklists: een voor Engelstalige regio's en een voor niet-Engelstalige Europese regio's. Beide lijsten bevatten 26 nummers en vijf bonusnummers, waarvan 85% is opgenomen als master recording (originele opname).
| Jaar | Titel                        | Artiest                  | Master recording | NA/UK/AUS/JAP Tier      | European Tier           |
| ---- | ---------------------------- | ------------------------ | ---------------- | ----------------------- | ----------------------- |
| 1999 | "All Star"                   | Smash Mouth              | Ja               | 2. Rooftop              | 2. Rooftop              |
| 1999 | "All the Small Things"       | Blink-182                | Ja               | 1. Subway               | 1. Subway               |
| 2006 | "Anna Molly"                 | Incubus                  | Ja               | 5. Battleship           | 5. Battleship           |
| 2003 | "Are You Gonna Be My Girl"   | Jet                      | Ja               | 1. Subway               | 1. Subway               |
| 1995 | "Avalancha"                  | Héroes del Silencio      | Ja               | n.v.t.                  | 4. Greek Arena          |
| 1970 | "Black Magic Woman"          | Santana                  | Nee              | 4. Greek Arena          | 3. Parade (encore)      |
| 1991 | "Breed"                      | Nirvana                  | Ja               | 2. Rooftop              | 2. Rooftop              |
| 2006 | "Ça Me Vexe"                 | Mademoiselle K           | Ja               | n.v.t.                  | 3. Parade               |
| 1973 | "China Grove"                | The Doobie Brothers      | Ja               | 3. Parade               | n.v.t.                  |
| 2006 | "Do What You Want"           | OK Go                    | Ja               | 1. Subway               | 1. Subway               |
| 2004 | "Heaven"                     | Los Lonely Boys          | Ja               | 3. Parade               | n.v.t.                  |
| 2004 | "Helicopter"                 | Bloc Party               | Ja               | 3. Parade               | 3. Parade               |
| 1979 | "Hit Me with Your Best Shot" | Pat Benatar              | Ja               | 2. Rooftop              | 2. Rooftop              |
| 2007 | "I Don't Wanna Stop"         | Ozzy Osbourne            | Ja               | 5. Battleship           | 5. Battleship           |
| 2004 | "I Am Not Your Gameboy"      | Freezepop                | Ja               | Bonus song              | Bonus song              |
| 1977 | "I Know a Little"            | Lynyrd Skynyrd           | Nee              | 5. Battleship (encore)  | 5. Battleship (encore)  |
| 1981 | "Jessie's Girl"              | Rick Springfield         | Ja               | 2. Rooftop              | n.v.t.                  |
| 1977 | "Jet Airliner"               | Steve Miller Band        | Nee              | 4. Greek Arena          | n.v.t.                  |
| 1989 | "Knock Me Down"              | Red Hot Chili Peppers    | Ja               | 5. Battleship           | 5. Battleship           |
| 1973 | "La Grange"                  | ZZ Top                   | Nee              | 4. Greek Arena          | 4. Greek Arena          |
| 2004 | "Monster"                    | Beatsteaks               | Ja               | n.v.t.                  | 2. Rooftop              |
| 2007 | "Monsoon"                    | Tokio Hotel              | Ja               | n.v.t.                  | 3. Parade               |
| 1983 | "Pride and Joy"              | Stevie Ray Vaughan       | Ja               | 5. Battleship           | 5. Battleship           |
| 1975 | "Rock and Roll All Nite"     | Kiss                     | Nee              | 3. Parade               | 3. Parade               |
| 1985 | "Rock the Night"             | Europe                   | Ja               | n.v.t.                  | 4. Greek Arena          |
| 1995 | "Spiderwebs"                 | No Doubt                 | Ja               | 1. Subway               | 1. Subway               |
| 1981 | "Stray Cat Strut"            | Stray Cats               | Ja               | 4. Greek Arena          | 4. Greek Arena          |
| 2004 | "This Love"                  | Maroon 5                 | Ja               | 2. Rooftop (encore)     | 2. Rooftop (encore)     |
| 1984 | "We're Not Gonna Take It"    | Twisted Sister           | Ja               | 1. Subway (encore)      | 1. Subway (encore)      |
| 2007 | "What I Want"                | Daughtry featuring Slash | Ja               | 3. Parade (encore)      | n.v.t.                  |
| 1989 | "Youth Gone Wild"            | Skid Row                 | Nee              | 4. Greek Arena (encore) | 4. Greek Arena (encore) |

## Compatibiliteit met Nintendo DSi en 3DS
In 2009 en 2011 kwam in Europa de Nintendo DSi en Nintendo 3DS op de markt, die geen GBA-slot bevat, waardoor dit spel op de Nintendo DSi en 3DS onmogelijk werd.